# 庫島田雞
The 
}}
庫島田雞（Porzana monasa）是一種已滅絕的秧雞。牠們曾在加羅林群島的科斯雷，及可能在波納佩出沒。牠們喜歡生活在滿佈芋的岸邊沼澤及叢林。

## 描述
庫島田雞是由Heinrich von Kittlitz於1827年發現。牠們的羽毛一般呈黑色，有藍色光澤。羽莖則較為褐色。下顎及頸部中間呈褐色。尾巴表面呈黑褐色，羽底有白色斑點。翼底呈褐色及有白色斑點。第一主羽的外邊呈深褐色。眼睛、腳及腳掌都呈赤紅色。喙呈黑色。牠們一般長18厘米。
庫島田雞能否飛行一直被受爭議。根據腕掌骨的X光測量，估計牠們是不能飛的。但是牠們在當地的名稱意為「降落在芋上的」，暗指了牠們可能能夠飛行。

## 滅絕
庫島田雞只有兩個於1827年在科斯雷採集的兩個標本，它們現正存放在聖彼得堡的俄羅斯科學院。牠們滅絕的情況與庫賽埃島輝椋鳥相似。於1828年描述牠們時，牠們的數量已很少。於1880年及1931年的探索中都找不到牠們的蹤跡。牠們受到入侵的大家鼠的掠食而消失。